# Music Man
Music Man är en amerikansk tillverkare av elgitarrer, elbasar och förstärkare. 
Företaget grundades 1971 under namnet Tri-Sonix av Forrest White och Tom Walker, som båda arbetade på Fender Musical Instruments Corporation, med Leo Fender som passiv delägare. 1974 bytte företaget namn till Music Man och lanserade sin första produkt, en förstärkare kallad Sixty Five framtagen av Leo Fender och Tom Walker. 1976 startade Music Man tillverkningen av elgitarrer och elbasar. Företaget köptes 1984 upp av Ernie Ball.
Gitarrister som spelar på Music Man:
- Steve Morse
- John Petrucci
- Albert Lee
- Steve Lukather
- Vinnie Moore
- Edward Van Halen
- Paul Landers
- Keith Richards

Basister som spelar på Music Man:
- Tony Levin
- Dave LaRue
- Robert Trujillo
- Cliff Williams
- Joe Dart